# Leptonychia caudata
Leptonychia caudata är en malvaväxtart som först beskrevs av Nathaniel Wallich och George Don jr, och fick sitt nu gällande namn av Karl Ewald Maximilian Burret. Leptonychia caudata ingår i släktet Leptonychia och familjen malvaväxter. Inga underarter finns listade i Catalogue of Life.